# Uncommon Sense of Divinity
Uncommon Sense of Divinity es el primer álbum de estudio de la banda mexicana de black metal Lacrimae, publicado en 1999 en el sello Division Alternativa Paisa. Cabe destacar que este álbum es el único trabajo registrado que haya lanzado la discográfica;  tras lo cual la banda se trasladó a American Line Productions, sello con el que trabajan desde entonces.

## Lista de canciones
1. «Whit a Darkened Spirit» – 6:26
2. «More Than a Shadow» – 5:17
3. «Thorns» – 4:08
4. «The Martyr» – 5:16
5. «The Wish» – 4:41
6. «Drama» – 5:27
7. «When the Night Falls» – 10:00
8. «Dark Days Last Nights» – 6:18
9. «Godess Vail» – 3:03